# 神田町 (岐阜市)
神田町（かんだまち）は、岐阜県岐阜市の町名。現行行政地名は神田町1丁目から9丁目。郵便番号は500-8833（集配局:岐阜中央郵便局）。

## 地理
岐阜市中央部に位置し、北は今沢町・川端町、南は吉野町に接する。
1丁目から3丁目は明徳地区、4丁目から9丁目は徹明地区に属する。南北に通る長良橋通り沿いの町で、町域南端に名鉄岐阜駅が所在する。2丁目と3丁目の間で若宮町を挟んで町域が分断されている。

## 世帯数と人口
2024年（令和6年）4月1日現在の世帯数と人口は以下の通りである。
| 町丁        | 世帯数  | 人口  |
| ----------- | ------- | ----- |
| 神田町1丁目 | 19世帯  | 41人  |
| 神田町2丁目 | 11世帯  | 22人  |
| 神田町3丁目 | 69世帯  | 79人  |
| 神田町4丁目 | 219世帯 | 474人 |
| 神田町5丁目 | 14世帯  | 24人  |
| 神田町6丁目 | 25世帯  | 44人  |
| 神田町7丁目 | 8世帯   | 19人  |
| 神田町8丁目 | 10世帯  | 24人  |
| 神田町9丁目 | 5世帯   | 12人  |
| 計          | 380世帯 | 739人 |

## 学区
市立小・中学校に通う場合、学区は以下の通りとなる。
| 地域     | 小学校                   | 中学校                 |
| -------- | ------------------------ | ---------------------- |
| 1～3丁目 | 岐阜市立明郷小学校       | 岐阜市立岐阜中央中学校 |
| 4～9丁目 | 岐阜市立徹明さくら小学校 | 岐阜市立本荘中学校     |

## 歴史

### 沿革
- 1909年（明治42年）6月8日 - 上加納（字西邸・金園・神室・高巌）の一部より、神田町が成立[6][4]。
- 1917年（大正6年）9月 - 長住町・東住田町・清田町・住田町の各一部を編入[6]。
- 1950年（昭和25年）6月7日 - 住吉町・若宮町・柳ケ瀬町・日ノ出町・神室町・徹明通との間で境界を変更[6]。
- 1952年（昭和27年） - 徹明通・蕪城町・八幡町・金宝町・玉森町・羽根町・長住町との間で境界を変更[6]。
- 1953年（昭和28年）12月11日 - 一部が川端町となる[6]。
- 1955年（昭和30年） - 長住町2～3丁目・住ノ江町1丁目・吉野町4～5丁目・東住田町・高砂町1丁目の各一部を編入[6]。

## 施設
- 岐阜神田郵便局
- 岐阜商工会議所
- 十六銀行
  - 本店
  - 柳ケ瀬支店
- 岐阜中警察署神田町交番
- 岐阜徹明郵便局
- 岐阜信用金庫本店
- 円徳寺
- 三井住友銀行岐阜支店
- 野村證券岐阜支店
- 岐阜ワシントンホテルプラザ
- ダイワロイネットホテル岐阜
- 三菱UFJ銀行岐阜支店

## 交通

### 鉄道
- 名鉄名古屋本線 名鉄岐阜駅

### 道路
- 長良橋通り（国道157号・国道256号）